# Los Alcornocales
Los Alcornocales este o arie protejată (arie specială de conservare — SAC, sit de importanță comunitară — SCI, arie de protecție specială avifaunistică — SPA) din Spania întinsă pe o suprafață de 173.619,52 ha, integral pe uscat.

## Localizare
Centrul sitului Los Alcornocales este situat la coordonatele 36°23′10″N 5°34′33″W / 36.386°N 5.5757°V.

## Înființare
Situl Los Alcornocales a fost declarat arie de protecție specială avifaunistică în octombrie 1989 pentru a proteja 4 specii de plante și 94 de specii de animale. Alte tipuri de protecție:
- sit de importanță comunitară (în decembrie 2003)
- arie specială de conservare (în septembrie 2012)[3][5][6]

## Biodiversitate
Situată în ecoregiunea mediteraneană, aria protejată conține 42 de habitate naturale: Formațiuni riverane pe cursurile de apă mediteraneene cu debit intermitent, cu specii de Rhododendron ponticum, Salix și altele, Pseudostepă cu ierburi și specii anuale de Thero-Brachypodietea, Izvoare petrifiante cu formare de travertin (Cratoneurion), Salicornia și alte specii anuale care populează regiunile mlăștinoase și nisipoase, Păduri de Quercus suber, Pante stâncoase silicioase cu vegetație casmofită, Râuri cu maluri nămoloase cu vegetație de Chenopodion rubri p.p. și Bidention p.p., Pajiști umede mediteraneene cu ierburi înalte de Molinio-Holoschoenion, Dehesas cu Quercus spp. perene, Lacuri eutrofice naturale cu vegetație de tip Magnopotamion sau Hydrocharition, Dune de coastă cu Juniperus spp., Păduri de pin mediteraneene cu pini mezogeni endemici, Peșteri inaccesibile publicului, Dune cu vegetație ierboasă Malcolmietalia, Iazuri temporare mediteraneene, Păduri iberice de Quercus faginea și Quercus canariensis, Dune cu tufărișuri sclerofile Cisto-Lavenduletalia, Ape puternic oligomezotrofe cu vegetație bentonică cu Chara spp., Păduri de Quercus ilex și Quercus rotundifolia, Dune mobile de-a lungul țărmului cu Ammophila arenaria („dune albe”), Roci stâncoase cu vegetație pionieră de Sedo-Scleranthion sau Sedo albi-Veronicion dillenii, Cursuri de apă de la nivel de câmpie la nivel montan, cu vegetație Ranunculion fluitantis și Callitricho-Batrachion, Păduri de stejar galițio-portugheze cu Quercus robur și Quercus pyrenaica, Tufărișuri termo-mediteraneene și de pre-deșert, Vegetație anuală la limita mareei, Pajiști uscate europene, Pajiști umede atlantice temperate cu Erica ciliaris și Erica tetralix, Fânețe de joasă altitudine (Alopecurus pratensis, Sanguisorba officinalis), Lagune de coastă, Pășuni mediteraneene udate de apa mării (Juncetalia maritimi), Râuri mediteraneene cu debit permanent cu specii de Paspalo-Agrostidion și galerii riverane de Salix și de Populus alba, Pante stâncoase calcaroase cu vegetație casmofită, Ape oligotrofe din câmpii nisipoase, cu un conținut foarte redus de minerale (Littorelletalia uniflorae), Păduri termofile cu Fraxinus angustifolia, Galerii și tufărișuri riverane sudice (Nerio-Tamaricetea și Securinegion tinctoriae), Râuri mediteraneene cu debit intermitent, cu specii de Paspalo-Agrostidion, Păduri de Olea și Ceratonia, Depresiuni intradunale umede, Galerii de Salix alba și de Populus alba, Matorral arborescenți cu Juniperus spp., Păduri aluvionare cu Alnus glutinosa și Fraxinus excelsior (Alno-Padion, Alnion incanae, Salicion albae), Grohotișuri termofile și vest-mediteraneene.
La baza desemnării sitului se află mai multe specii protejate:
- plante (4): Hymenostemma pseudanthemis, Narcissus cavanillesii, Narcissus fernandesii, Narcissus viridiflorus
- păsări (74): uliu porumbar (Accipiter gentilis), fluierar de munte (Actitis hypoleucos), pescăruș albastru (Alcedo atthis), rață sulițar (Anas acuta), rață pitică (Anas crecca), rață mare (Anas platyrhynchos), gâscă cenușie (Anser anser), fâsă-de-câmp (Anthus campestris), Apus caffer, Aquila adalberti, acvilă de munte (Aquila chrysaetos), Aquila fasciata, egretă mare (Ardea alba), stârc cenușiu (Ardea cinerea), stârc roșu (Ardea purpurea), rață-cu-cap-castaniu (Aythya ferina), rața moțată (Aythya fuligula), buha (Bubo bubo), Bubulcus ibis, șorecarul comun (Buteo buteo), Caprimulgus ruficollis, Certhia brachydactyla,  prundaș gulerat mic (Charadrius dubius), prundaș gulerat mare (Charadrius hiaticula), barză albă (Ciconia ciconia), barză neagră (Ciconia nigra), mierla de apă (Cinclus cinclus), șerpar (Circaetus gallicus), erete de stuf (Circus aeruginosus), erete cenușiu (Circus pygargus), porumbel gulerat (Columba palumbus), egretă mică (Egretta garzetta), Elanus caeruleus, Falco naumanni, șoim călător (Falco peregrinus), șoimul rândunelelor (Falco subbuteo), vânturel roșu (Falco tinnunculus), cinteză (Fringilla coelebs), lișiță (Fulica atra), Galerida theklae, becațină comună (Gallinago gallinago), găinușă de baltă (Gallinula chloropus), cocor (Grus grus), vulturul pleșuv sur (Gyps fulvus), acvilă pitică (Hieraaetus pennatus), piciorong (Himantopus himantopus), capîntortură (Jynx torquilla), Larus michahellis, pescăruș râzător (Larus ridibundus), ciocârlie de pădure (Lullula arborea), rață fluierătoare (Mareca penelope), rață pestriță (Mareca strepera), prigoare (Merops apiaster), gaia neagră (Milvus migrans), muscar sur (Muscicapa striata), vultur egiptean (Neophron percnopterus), pietrar mediteranean (Oenanthe hispanica), Oenanthe leucura, ciuf-pitic (Otus scops), vultur pescar (Pandion haliaetus), viespar (Pernis apivorus), cormoran mare (Phalacrocorax carbo carbo), lopătar (Platalea leucorodia), țigănuș (Plegadis falcinellus), corcodel mare (Podiceps cristatus), corcodel-cu-gât-negru (Podiceps nigricollis), mărăcinar negru (Saxicola torquatus), Spatula clypeata, turturică (Streptopelia turtur), silvie de tufiș (Sylvia undata), corcodel mic (Tachybaptus ruficollis), pănțărușul (Troglodytes troglodytes), pupăză (Upupa epops), nagâț (Vanellus vanellus)
- amfibieni (1): Discoglossus galganoi
- mamifere (11): vidră de râu (Lutra lutra), liliac cu aripi lungi (Miniopterus schreibersii), liliac cu urechi mari (Myotis bechsteinii), liliac cu urechi de șoarece (Myotis blythii), liliac cu picioare lungi (Myotis capaccinii), liliac cărămiziu (Myotis emarginatus), liliac comun (Myotis myotis), liliacul mediteranean cu potcoavă (Rhinolophus euryale), liliacul mare cu potcoavă (Rhinolophus ferrumequinum), liliacul mic cu potcoavă (Rhinolophus hipposideros), liliacul cu potcoavă a lui méhely (Rhinolophus mehelyi)
- nevertebrate (4): croitorul mare al stejarului (Cerambyx cerdo), Gomphus graslinii, Macromia splendens, Oxygastra curtisii
- pești (2): Petromyzon marinus, Pseudochondrostoma willkommii
- reptile (2): țestoasa de baltă (Emys orbicularis), Mauremys leprosa

Pe lângă speciile protejate, pe teritoriul sitului au mai fost identificate 89 de specii de plante, 43 de specii de păsări, 1 specie de amfibieni, 11 specii de mamifere, 2 specii de nevertebrate, 2 specii de pești, 8 specii de reptile.